# COROT-21b
CoRoT-21b es el único planeta descubierto que orbita la estrella CoRoT-21. Fue descubierto en el año 2011 por la misión CoRoT y tanto su masa, radio y distancia a la estrella hacen que se le catalogue como un Júpiter caliente.